# Joanna Meriel Stevens
Pour les articles homonymes, voir Stevens.
Joanna Meriel Stevens (née le 6 septembre 1966) est une femme politique du parti travailliste gallois à la Chambre des communes. Elle est députée pour Cardiff Central depuis 2015.
Elle est Secrétaire d’État au Pays de Galles depuis le 5 juillet 2024 dans le gouvernement Starmer.

## Jeunesse et carrière
Elle est née à Swansea et grandit à Mould, dans le Flintshire. Elle fréquente l'école secondaire Ysgol Uwchradd Argoed et Elfed.
Elle étudie le droit à l'Université Victoria de Manchester et termine l'examen professionnel des solicitors au Manchester Polytechnic en 1989.
Avant de devenir députée, elle est directrice des ressources humaines et de l'organisation chez Thompsons Solicitors.

## Député
Elle est élue députée de Cardiff Central le 7 mai 2015 avec une majorité de 4 981 voix, battant la démocrate libérale en place Jenny Willott.
Lors du remaniement de janvier 2016 de Jeremy Corbyn, elle est nommée solliciteur général fictif et ministre de la Justice fictive. Malgré cela, elle soutient Owen Smith aux élections à la direction du Parti travailliste en 2016.
En octobre 2016, lors du remaniement, après la réélection de Corbyn à la tête du parti, elle devient Secrétaire d'État pour le pays de Galles du cabinet fantôme. Elle démissionne le 27 janvier 2017 afin de voter contre la consigne obligeant les députés travaillistes à voter en faveur du Retrait de l'Union européenne . En mars 2019, elle vote contre la consigne du Parti travailliste et en faveur d'un amendement déposé par les membres du Groupe indépendant pour un deuxième référendum sur l'appartenance à l'Union européenne.
Elle est Secrétaire d’État au Pays de Galles depuis le 5 juillet 2024 dans le gouvernement Starmer.